# 黄炳章
黃炳章（英語：：1967年1月—：聖名：若瑟）是天主教中國籍主教和中國天主教愛國會成員，曾被教宗絕罰，但已在2018年9月22日獲得教宗方濟各赦免。現任汕頭教區正權主教及中國天主教愛國會副主席。

## 生平

### 早年生活
黃炳章生於1967年1月，中國廣東省惠來縣。1985年高中畢業後，加入中國天主教愛國會，並進入中南神哲學院修讀神哲學。1991年5月晉鐸，同年7月被愛國會安排在汕頭教區汕頭教區主教座堂服務。1998年當選為全國人大代表、愛國會常委和廣東省愛國會副主席。
2004年，當選為中國天主教主教團副秘書長，並在同年12月當選為廣東省愛國會主席。2010年12月起，當選為中國天主教愛國會副主席。

### 自選自聖晉牧
2011年5月11日，黃炳章被推選為汕頭教區候任主教。同年7月14日，黃炳章在未有獲得時任教宗本篤十六世認可的情況下通過自選自聖晉牧，並經由中國天主教主教團安排出任汕頭教區正權主教。但是，地下教會莊建堅已在2006年獲時任教宗本篤十六世任命為汕頭教區正權主教。聖座要求黃炳章“拒絕接受任命”，但他仍然堅持履職。同月16日，聖座指黃炳章違反教會法典第1382條被自科絕罰，並指出聖座不承認他是汕頭教區正權主教，他無權管理教區。教廷繼續認定莊建堅為汕頭教區正權主教。。

### 獲得聖座赦免及承認
2017年，聖座就主教任命方面的问题作出讓步，建議地下教會汕頭教區正權主教莊建堅退休，讓屬於愛國會的黃炳章成立正權主教。
2018年9月22日，中梵就主教任命權達成協議。時任教宗方濟各赦免了七名被绝罚的自選自聖主教，黃炳章也是其中之一。並同时要求莊建堅退休，任命黃炳章成為汕頭教區正權主教。

## 牧徽

黃炳章主教牧徽